# Olympische Sommerspiele 1964/Teilnehmer (Afghanistan)
| Gelbes Symbol für Goldmedaillen mit stilisierten Olympischen Ringen | Graues Symbol für Silbermedaillen mit stilisierten Olympischen Ringen | Braundes Symbol für Bronzemedaillen mit stilisierten Olympischen Ringen |
| ------------------------------------------------------------------- | --------------------------------------------------------------------- | ----------------------------------------------------------------------- |
| —                                                                   | —                                                                     | —                                                                       |

Afghanistan nahm bei den XVIII. Olympischen Sommerspielen 1964 in der japanischen Hauptstadt Tokio zum fünften Mal an Olympischen Spielen teil. Die Delegation umfasste acht Sportler. Alle Athleten traten im Ringen an.

## Teilnehmer nach Sportarten

### Ringen
- Mohammed Daoud Anwary
Männer, Freistil, Bantamgewicht (– 57 kg) → 2. Runde
- Faiz Mohammed Askar
Männer, Freistil, Fliegengewicht (– 52 kg) → 2. Runde
- Djan-Aka Djan
Männer, Freistil, Leichtgewicht (– 70 kg) → 3. Runde
- Mohammad Ebrahimi
Männer, Freistil, Federgewicht (– 63 kg) → 5. Platz
- Nourullah Noor
Männer, Griechisch-römisch, Bantamgewicht (– 57 kg) → 2. Runde
- Wahidullah Said
Männer, Griechisch-römisch, Leichtgewicht (– 70 kg) → 2. Runde
- Nour Aka Sayed
Männer, Griechisch-römisch, Federgewicht (– 63 kg) → 2. Runde
- Shakar Khan Shakar
Männer, Freistil, Weltergewicht (– 78 kg) → 2. Runde